# Bobrek-Karf

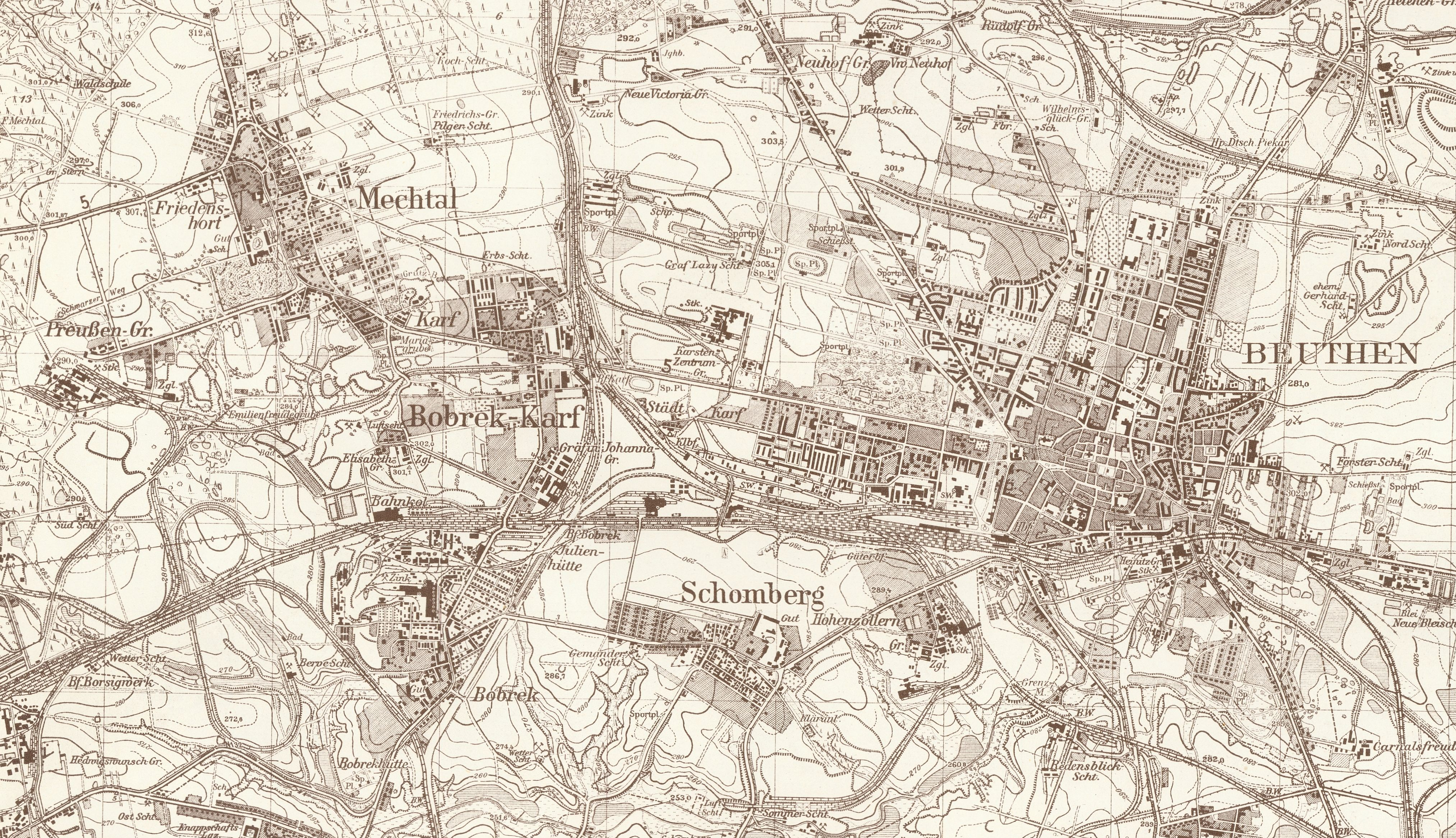
Bobrek-Karf auf einem Messtischblatt von 1943

Bobrek-Karf ist eine ehemalige deutsche Gemeinde im Kreis Beuthen-Tarnowitz im Regierungsbezirk Oppeln in Oberschlesien. Sie fiel nach dem Zweiten Weltkrieg an Polen, hieß von da an Bobrek-Karb und gehörte ab 1946 zu Woiwodschaft Katowice. 1951 wurde Bobrek-Karb aufgelöst und nach Bytom eingemeindet. Neben Steinkohlenbergbau war dort vor allem auch Stahl- und Eisenindustrie, Hütte Bobrek, ansässig. 1939 hatte die Gemeinde 22.100 hauptsächlich deutsche und 1965 24.500 mehrheitlich polnische Einwohner.

## Persönlichkeiten
- Hans Schellbach (1925–1990), deutscher Schauspieler und Schriftsteller